# Solling
Der Solling ist ein bis 527,8 m ü. NHN hohes Mittelgebirge des Weserberglands im Süden Niedersachsens (Deutschland), dessen äußerste Südausläufer nach Hessen und Nordrhein-Westfalen reichen.
Innerhalb Niedersachsens stellt er das flächenmäßig zweitgrößte und nach dem Harz (Wurmberg; 971,2 m; höchster Punkt im niedersächsischen Harzgebiet) sowie dem Nordteil des nach Niedersachsen hineinreichenden Kaufunger Walds (Haferberg; 580,4 m) das dritthöchste Gebirge dar.
Der Solling bildet zusammen mit dem kleineren und weniger hohen Mittelgebirgszug Vogler und dem kleinen Höhenzug Burgberg, die sich nördlich an den Solling anschließen, den Naturpark Solling-Vogler.

## Name

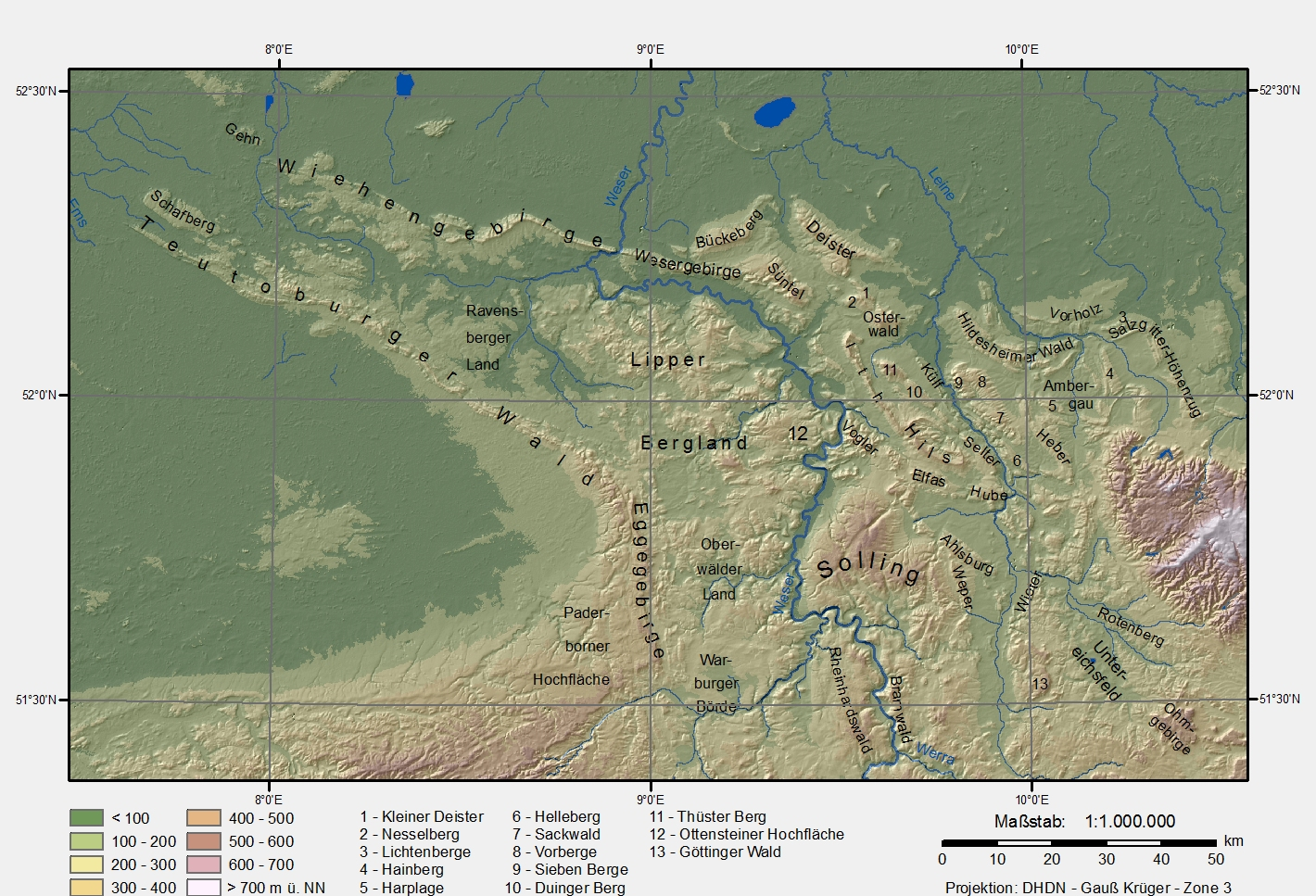
Niedersächsisches Bergland

Der Name Solling wird etymologisch interpretiert als eine durch ihren Reichtum an sumpfigen Stellen charakterisierte Waldlandschaft. Vorformen des Wortes gehen zurück auf die Silbe sol, die eine Niederung oder morastige Stelle meint und sich auch in Flurnamen wie Heimbuchsoll wiederfindet. Auch die heutigen Wörter Suhle und Soll gehen auf diesen Wortstamm zurück.
Der Solling wird erst relativ spät urkundlich erwähnt, der erste Hinweis findet sich in einer Urkunde der Fuldaer Traditionen aus dem Jahr 1157: pro foreste Sulgo.

## Geographie

### Lage
Der Solling liegt fast vollständig in Südniedersachsen in den Landkreisen Holzminden und Northeim. Lediglich sein Südwestausläufer mit den Hannoverschen Klippen gehört rechtlich zum Kreis Höxter in Ostwestfalen, und seine Südwestabdachung mit dem Stadtviertel Gartenstadt Bad Karlshafens befindet sich in Nordhessen im Landkreis Kassel, wo auch die Südabdachung des Sollings bei der Gemeinde Wesertal ausläuft.
Am Solling liegen die größeren Orte entlang eines gedachten Ringes an seinem Rand. Im Uhrzeigersinn sind dies Deensen, Heinade, Dassel, Moringen, Hardegsen, Uslar, Bodenfelde, Bad Karlshafen, Lauenförde, Beverungen, Fürstenberg, Boffzen, Höxter, Holzminden und Bevern.
Im Norden stößt der Solling an den Burgberg, hinter dem sich der Vogler befindet, im Nordnordosten an den Homburgwald, im Nordosten an die Höhenzüge Amtsberge, Holzberg und Ellenser Wald, im Osten an die Ahlsburg, im Südosten an den Weper, im Süden an den Kiffing und im Südwesten an den Reinhardswald. Im Südwesten, Westen und Nordwesten bildet das Obere Wesertal die naturräumliche Begrenzung des Sollings.

### Naturräumliche Zuordnung
Naturräumlich ist der Solling der größte und höchste der drei namensgebenden Buntsandstein-Blöcke der Haupteinheit Solling, Bramwald und Reinhardswald (Nr. 370). In den naturräumlichen Zuordnungen spielt indes das Schwülmetal, das landläufig als Südgrenze des Solling gesehen wird und gleichzeitig die Landesgrenze zu Hessen und die Südgrenze des Naturparks bildet, keine Rolle.
Das eigentliche Kerngebirge bis zu den tiefer und breiter eingeschnittenen nördlichen Nebentälern von Ahle und Rehbach bildet den Naturraum Nördlicher Solling (370.0). Die tiefer eingetalte und etwas weniger hohe Landschaft von dort bis zum Niemetal, hinter dem sich der Bramwald anschließt, wird Kuppiger Solling (370.1) genannt. Inselartig von diesem durchgehend bewaldeten Gebiet umschlossen liegt das besiedelte Uslarer Becken um Uslar, das auch das Ahletal ab Schönhagen, das Rehbachtal ab Bollensen und das Schwülmetal zwischen Offensen und Vernawahlshausen umfasst.

### Kulturlandschaftsraum
Der Kulturlandschaftsraum Solling, Bram- und Kaufunger Wald umfasst ein 960 km² großes Gebiet. Diese Zuordnung zu den Kulturlandschaften in Niedersachsen hat der Niedersächsische Landesbetrieb für Wasserwirtschaft, Küsten- und Naturschutz (NLWKN) 2018 getroffen. Ein besonderer, rechtlich verbindlicher Schutzstatus ist mit der Klassifizierung nicht verbunden.
Zu beachten ist, dass die betreffende Gliederung in Kulturlandschaften sich auf das Land Niedersachsen beschränkt und daher hessische Teile des Kaufunger Waldes und der Nordabdachung des Solling ausschließt sowie den Reinhardswald komplett. Die „Eingemeindung“ des niedersächsischen Teils des Kaufunger Waldes – über die Haupteinheit Fulda-Werra-Bergland naturräumlich bereits Teil des Hessischen Berglandes – ist bereits durch seinen geringen Anteil am Bundesland erklärbar.

### Berge
Zu den Bergen und Erhebungen des Solling gehören – mit Höhen in Meter (m) über Normalhöhennull (NHN; wenn nicht anders genannt laut ):
| - Große Blöße (527,8 m) - Großer Ahrensberg (524,9 m) - Dasseler Mittelberg (ca. 515 m) - Moosberg (513,0 m) – mit Hochsollingturm (AT) - Vogelherd (Solling) (ca. 507 m) – direkt südwestlich des Großen Ahrensbergs - Dreiberg (493,5 m) - Großer Steinberg (492,5 m) – mit Harzblick (AT) - Tünnekenbornstrang (490,1 m) - Langenberg (484,6 m) - Bärenkopf (473,0 m) - Wolfsstrang (467 m) – mit Gaußstein, westlich von Sievershausen - Schönenberg (457,1 m) - Hasselberg / Schrodhalbe (452,5 m) – mit Fernmeldeturm Höxter - Hahnenbreite (452,0 m) - Alte Schmacht (447,5 m) – mit Sendeanlage | - Eisernstieg (446,3 m) - Strutberg (444,1 m) – mit Sollingturm (AT) - Großer Lauenberg (442,6 m) - Wildenkiel (ca. 441 m) - Auerhahnkopf (ca. 440 m) - Hackeberg (428,4 m) - Hengstrücken (424,4 m) - Buchholz (421,7 m) - Sonnenköpfe (414,6 m; Westgipfel) - Sonnenköpfe (407,0 m; Ostgipfel) - Junge Schmacht (388,0 m) - Platte (379,7 m) - Sommerberg (364,5 m) - Kahlberg (224,7 m) |

### Gewässer
Zu den Fließgewässern im und am Solling gehören:
- Ahle – entspringt im Solling, verlässt ihn südostwärts fließend und ist ein nordwestlicher Schwülme-Zufluss
- Beverbach – entspringt am Nordrand des Sollings in Schorborn, fließt westwärts und ist ein östlicher Weser-Zufluss
- Dieße – entspringt am Ostrand des Sollings nahe Fredelsloh, fließt nordnordostwärts und ist ein südsüdwestlicher Ilme-Zufluss
- Dürre Holzminde – entspringt im Solling im Erzbruch, fließt über Mühlenberg nach Holzminden und ist ein Holzminde-Zufluss
- Espolde – entspringt am Ostrand des Sollings nahe Espol, fließt überwiegend ostwärts und ist ein westlicher Leine-Zufluss
- Hasselbach – entsteht im Solling nahe Schießhaus, fließt überwiegend westwärts und ist ein östlicher Dürre Holzminde-Zufluss
- Helle – entspringt im Solling im Mecklenbruch, fließt durch Hellental und Merxhausen und ist ein südwestlicher Spüligbach-Zufluss
- Holzminde – entspringt im Solling im Mecklenbruch, fließt überwiegend nordwestwärts und ist ein östlicher Weser-Zufluss
- Ilme – entspringt im Solling nahe dem Neuen Teich, fließt überwiegend ostwärts und ist ein westlicher Leine-Zufluss
- Otterbach – entspringt im Solling nahe „Neuhaus im Solling“ im Rutenbruch, fließt nordwestwärts und ist ein östlicher Weser-Zufluss
- Rehbach – entspringt im Solling nahe dem Schönenberg, fließt südwestwärts und ist ein nordöstlicher Ahle-Zufluss
- Reiherbach – entspringt nördlich von Amelith, fließt südsüdostwärts nach Bodenfelde und ist ein nordnordwestlicher Weser-Zufluss
- Rottmünde – entspringt im Solling nahe „Neuhaus im Solling“ im Rutenbruch, fließt südwestwärts und ist ein östlicher Weser-Zufluss
- Schwülme – entspringt im Südosten des Sollings nahe Hettensen, fließt überwiegend westwärts und ist ein östlicher Weser-Zufluss
- Spüligbach – entspringt am Nordostrand des Sollings nahe Heinade, fließt südostwärts und ist ein nordwestlicher Ilme-Zufluss
- Weser – entsteht etwa 35 km (Luftlinie) südlich des Sollings bei Hann. Münden aus der Vereinigung von Fulda und Werra, passiert den Solling-Westrand in Süd-Nord-Richtung und ist ein in die Nordsee mündender Strom

Die beiden letztgenannten verlaufen peripher, während die anderen den Solling radial entwässern.
Zu den Stillgewässern des Sollings gehören der Neue Teich und der benachbarte Lakenteich.

### Ortschaften
Ortschaften am oder im Solling sind:
| - Abbecke - Amelith - Bad Karlshafen - Bevern - Bodenfelde - Boffzen - Bollensen - Dassel - Delliehausen - Derental - Einbeck - Ellierode - Eschershausen - Espol | - Fohlenplacken - Fredelsloh - Fürstenberg - Gierswalde - Hardegsen - Heinade - Hellental - Hettensen - Hilwartshausen - Holzminden - Höxter - Kammerborn - Lauenberg - Lauenförde | - Lichtenborn - Lippoldsberg - Lüchtringen - Mackensen - Merxhausen - Moringen - Mühlenberg - Neuhaus - Nienover - Relliehausen - Schießhaus - Schlarpe - Schönhagen - Schoningen | - Schorborn - Sievershausen - Silberborn - Sohlingen - Stadtoldendorf - Trögen - Uslar - Üssinghausen - Vahle - Vernawahlshausen - Volpriehausen - Wahmbeck - Wesertal - Wiensen |

### Gemeindefreie Gebiete
Die unbewohnten Waldflächen des Sollings liegen größtenteils in insgesamt vier gemeindefreien Gebieten:
| - Landkreis Holzminden - Boffzen (gemeindefreies Gebiet) - Holzminden (gemeindefreies Gebiet) - Merxhausen (gemeindefreies Gebiet) | - Landkreis Northeim - Solling (gemeindefreies Gebiet) |

## Geologie

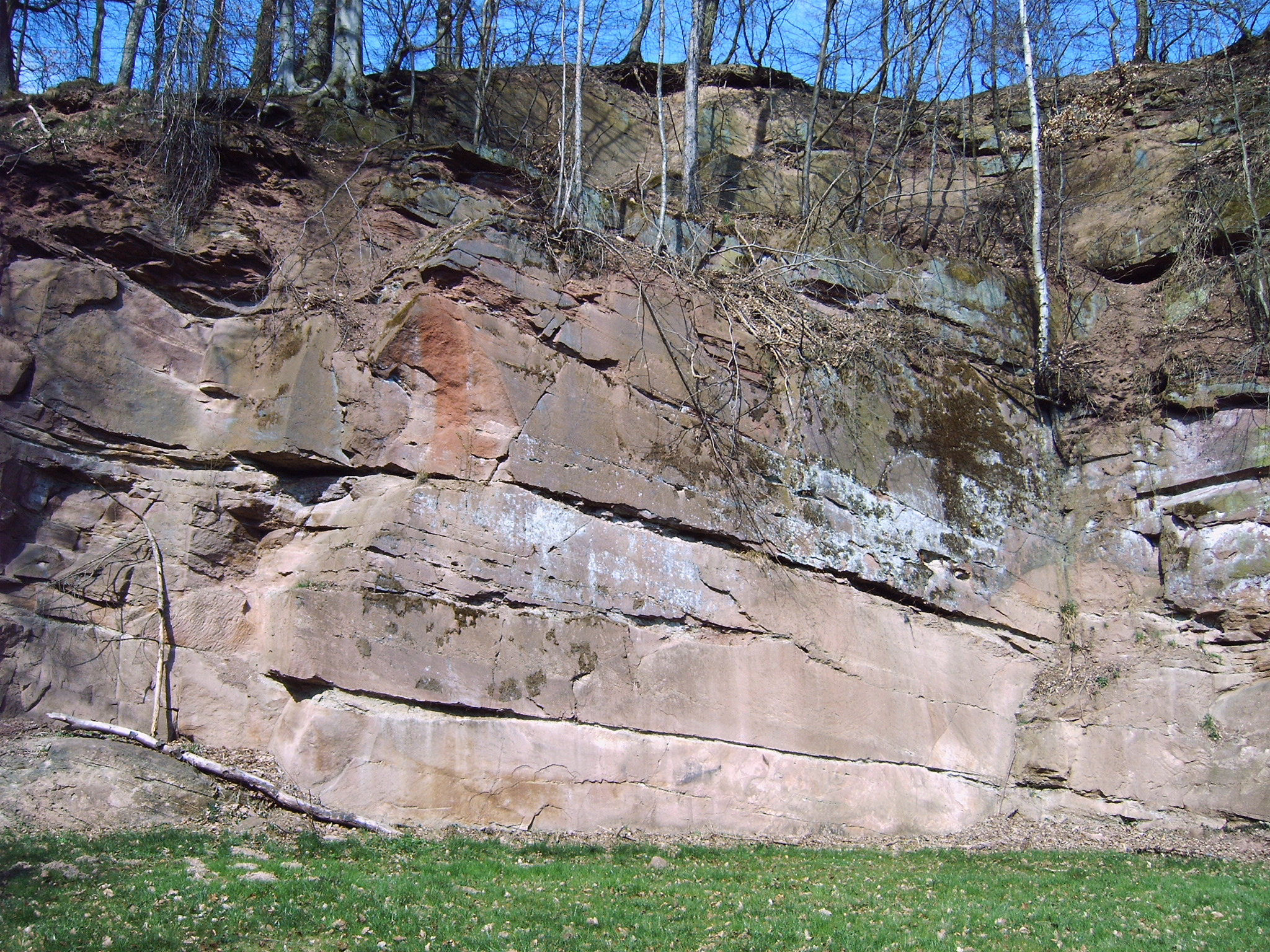
Sandstein rötlicher Einfärbung

In der Form eines umgedrehten Tellers hebt sich das Felsmassiv des Sollings von seiner Umgebung ab. Der Durchmesser beträgt etwa 30 km, die Mächtigkeit 300 m. Dieses Festgestein besteht aus Sandstein in meist rötlicher Einfärbung, dem Buntsandstein. Zu den Zeiten der variszischen Gebirgsbildung noch Teil einer ausgedehnten Senke, hob sich die Sollingscholle im Erdmittelalter. Anschließend entstand infolge eines regionalen tektonischen Vorgangs eine Verwerfung. Sie verläuft durch das gesamte Massiv entlang einer recht geraden Linie. An der Oberfläche wird sie als Graben sichtbar, der teilweise mit Lockergesteinen verfüllt ist. Im Nordosten verläuft heute durch diesen Graben die Helle, an dessen Nordende sie in den Spüligbach mündet. An dieses Bachtal anschließend hat sich in der Sollingmitte das Mecklenbruch gebildet. Der südwestliche Teil des Grabenbruchs zeigt bei Derental seine stärkste Ausprägung. Die gesamte Formation ist von einer Schicht Parabraunerde überlagert, auf der sich Moderhumus gebildet hat.
Die Mitte des Sollings mit Höhenlagen über 400 m ü. NHN wird auch als Hoher Solling oder Hochsolling bezeichnet. Auf dieser Hochfläche gehen die Böden in Pseudogley oder Stagnogley über, sodass sich Moorareale gebildet haben.
Über die beschriebene markante Grabenstruktur hinaus weist der Solling mehrere kleinere Verwerfungen auf, die sich oft als Bachtäler darstellen. Die Randbereiche des Solling lassen sich im Uhrzeigersinn so charakterisieren:
Im Norden schließt sich der Vogler an. Im Osten läuft der Solling flach in die Stadt Dassel aus. Im Südosten hat sich um Uslar ein Becken abgesenkt. Im Süden grenzt der Solling an den Reinhardswald. Den Westverlauf bildet die Weser, wo der Wesersandstein des Sollings als Hannoversche Klippen seine steilste Formation aufweist.

## Landschaftsbild
Die durchgehende Bewaldung des Sollings prägt sein Gesamterscheinungsbild. Fichtenbestand dominiert diese Kulturlandschaft. Buchenwaldareale bilden den Kern des Laubbaumbestandes. An einigen Stellen befinden sich lange Eichenalleen, die vor 250 Jahren vom Forstmeister Johann Georg von Langen angelegt wurden. Von den Durchgangsstraßen aus eröffnet sich über Forst- und Wanderwege der Zugang zu Lichtungsrändern, die auch andere Baumarten wie Ahorn, Birke, Douglasie, Esche, Lärche oder Tanne aufweisen. Der Boden ist, sofern sich kein Unterholz durchgesetzt hat, in der Regel mit Hainsimsen bewachsen. Bachtal- und Waldrandzonen haben Wiesencharakter.
In das Waldgebiet eingebettet befinden sich mitten im Solling mit dem Neuen Teich, dem Lakenteich und dem Hochmoor Mecklenbruch drei ökologisch wichtige Feuchtbiotope.

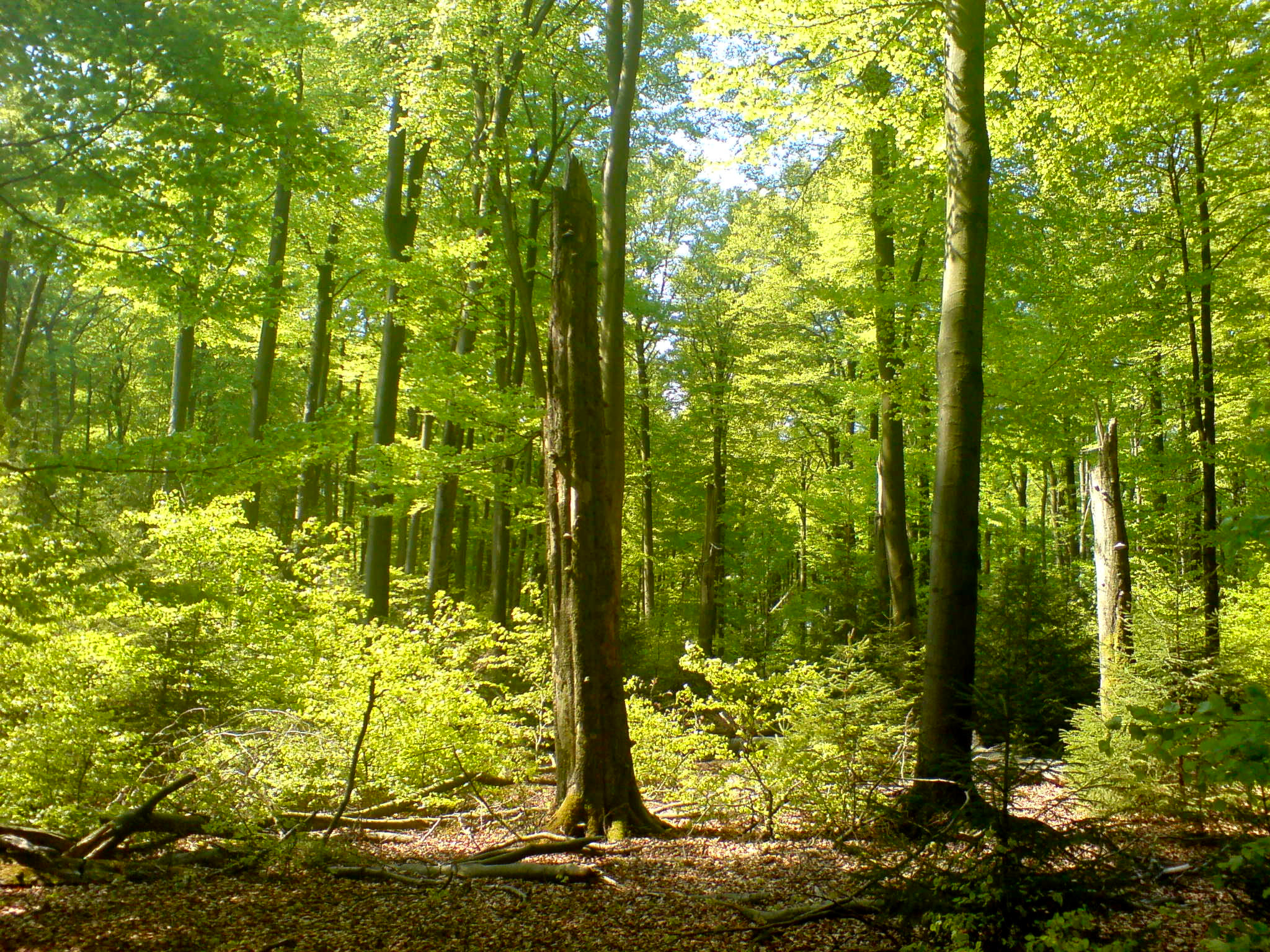
Buchenwald im Hochsolling
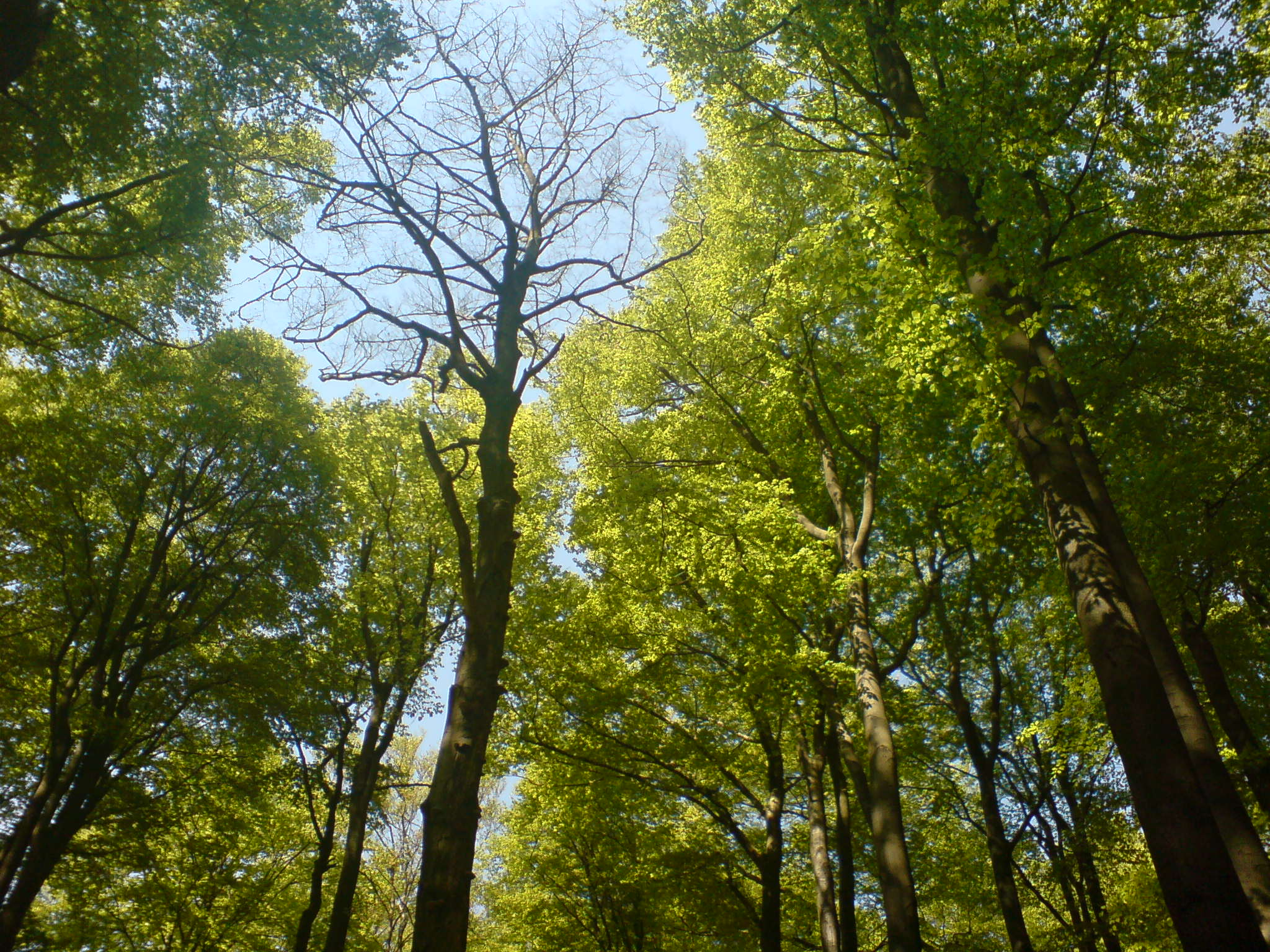
Totholz im Buchenwald
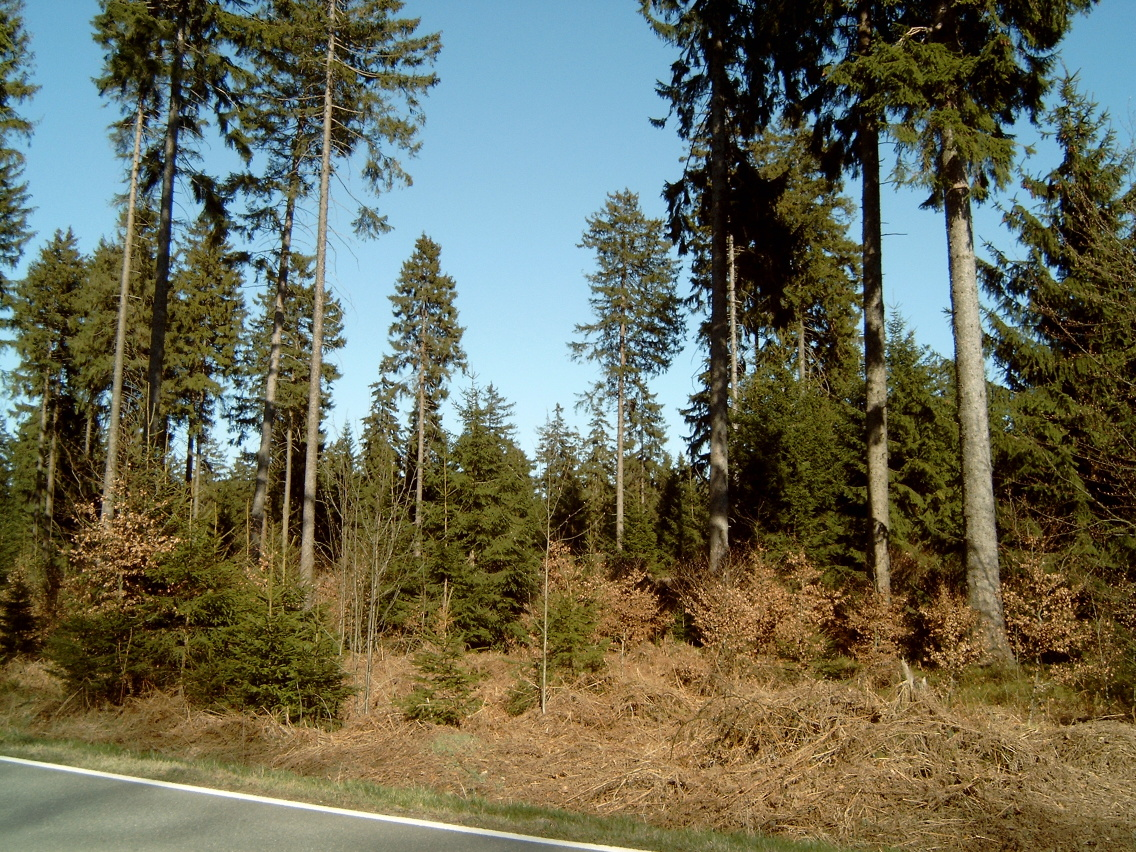
Fichtenmischwald im Hochsolling auf der Großen Blöße
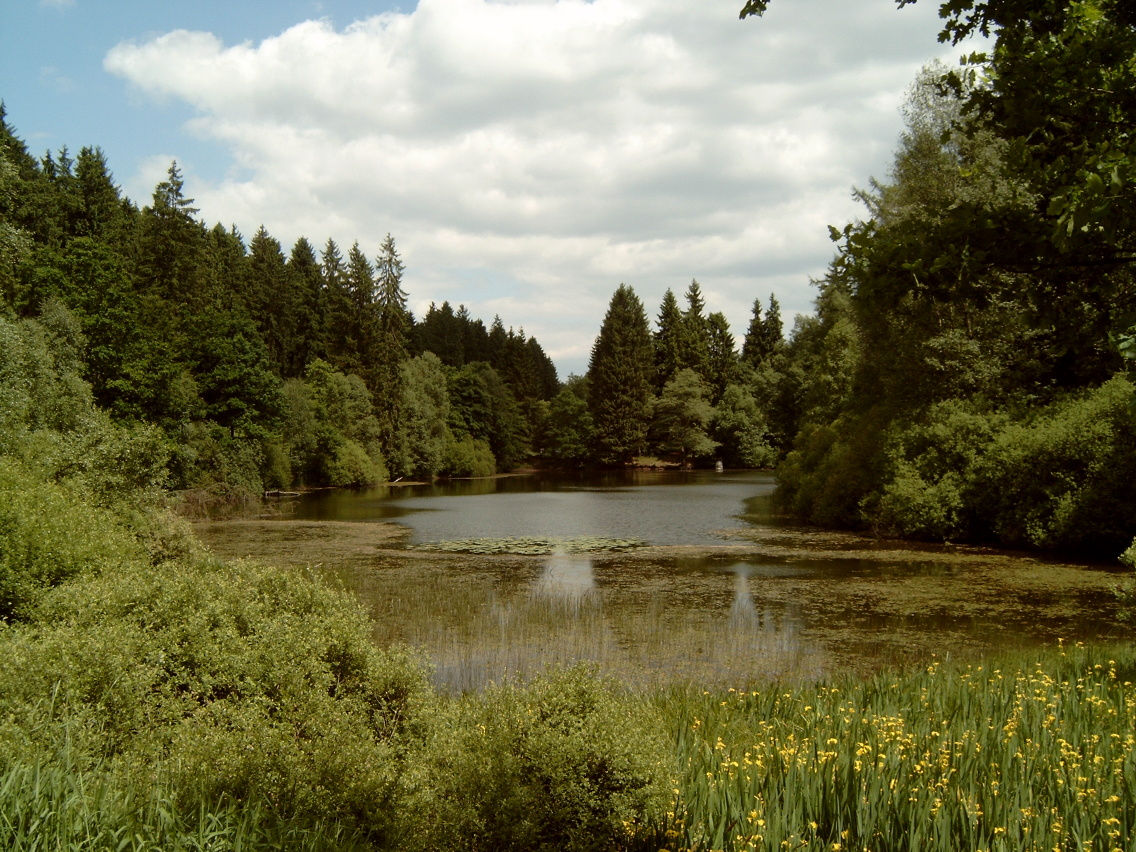
Neuer Teich

## Geschichte

### Prähistorie
In der letzten Eiszeit lag der Solling im nördlichen Randbereich der Gletschervorstöße. Erste menschliche Nutzungen setzten bereits in der Mittelsteinzeit ein. Funde von Steinwerkzeug durchziehender Jäger und Sammler wurden in Randlagen des Sollings etwa bei Dassel gemacht. Eine urgeschichtliche Bedeutung wird manchmal auch dem Bredenstein südlich von Neuhaus zugeschrieben, dessen genaue Bedeutung und zeitliche Einordnung aber nicht erwiesen sind. Die sesshafte Besiedlung begann im Mittelalter ebenfalls vom Rand und von Flusstälern her. Von einem Heerlager Karls des Großen in Herstelle aus wurde eine kleine Anhöhe bei Schmeessen besiedelt. Bis in diese Phase blieb der natürliche Pflanzenbestand im Solling vorherrschend.

### Mittelalter

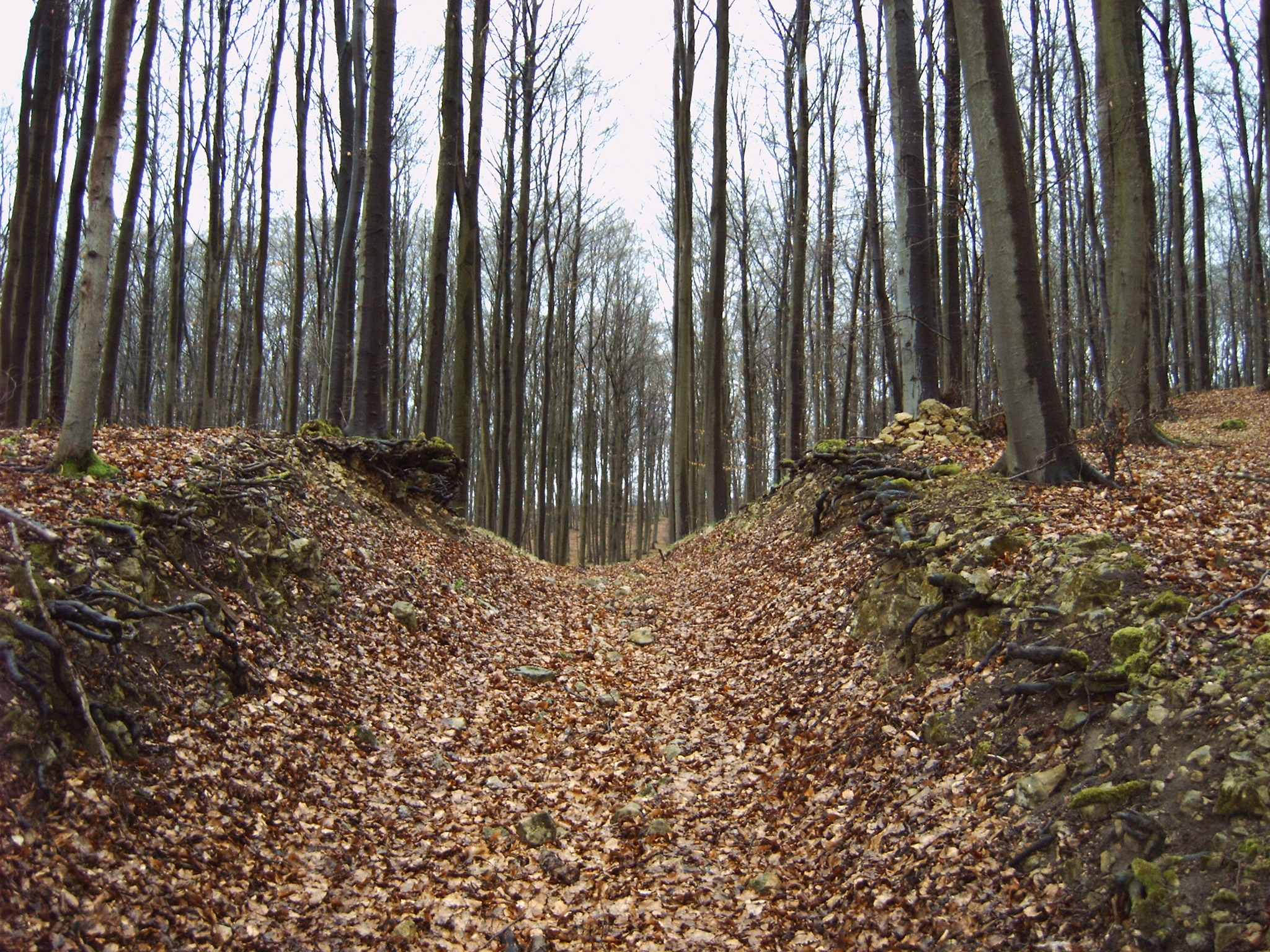
Hohlweg im Solling

Mit dem Einsetzen einer mittelalterlichen Warmzeit kam es zu einer Bevölkerungszunahme. In dieser Zeit übernahmen die Grafen von Dassel die Landesherrschaft in der Gegend. Sie ließen eine große Siedlung vor ihrer Burg Nienover anlegen, was mit erheblichen Rodungen für Bau-, Heiz- und Hute-Zwecke verbunden war. Der Solling wurde allmählich in eine Kulturlandschaft umgeformt. Im 13. Jahrhundert übernahmen die Welfen die Herrschaft, und Nienover fiel wüst. Die Waldnutzung wurde fortgesetzt durch die umliegenden Städte Uslar, Höxter und Holzminden. Aus dieser Zeit sind vereinzelt Hohlwege erhalten. Der Bevölkerungsrückgang infolge der Pest Mitte des 14. Jahrhunderts führte zu einer teilweisen Wiederbewaldung.

### Neuzeit

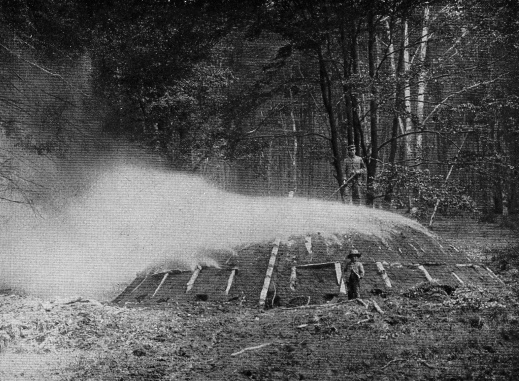
Köhler im Solling 1909

In der Neuzeit wurde die Waldweidewirtschaft fortgesetzt und ausgeweitet. Dies führte zu einer Überalterung des Baumbestandes, der sich Mitte des 16. Jahrhunderts aus Birken, Buchen und Eichen sowie an Bachufern angepflanzten Weiden zusammensetzte. Auch wurden die Rodungen wieder aufgenommen, teils durch Köhlerhütten, besonders aber durch das Kloster Amelungsborn. Die Abholzung diente nicht nur der Ausweitung von Ackerflächen, sondern auch der Inbesitznahme von brach liegenden Landflächen. Noch im Dreißigjährigen Krieg verordnete Friedrich Ulrich einen Rodungsstopp. Dennoch konnte sich der Wald auch in den nächsten hundert Jahren nicht erholen. Brennholzbedarf bestand nicht nur bei der zunehmenden Bevölkerung, sondern auch durch die neuerrichteten Glas- und Eisenhütten. Von Langen schlug 1755 eine systematische Waldverjüngung durch Fichtenanpflanzung vor. Doch erst Mitte des 19. Jahrhunderts verdrängte die Nutzung des Waldes als Forst die Mastweidewirtschaft. Im Anschluss an eine kurze Zugehörigkeit zum Departement der Leine begann man mit der Trockenlegung kleiner Moore. Ab etwa 1860 wurden großflächig Fichten angepflanzt. Die alte politische Grenze im Solling ist noch heute Landkreisgrenze zwischen Holzminden und Northeim. Seit dem Mittelalter verlief sie entlang des geologischen Grabens, der den nördlichen, braunschweigischen Teil vom südlichen, calenbergischen (später hannöverschen) Teil trennte.
Bekannte Schadensereignisse waren: Orkan Quimburga, Orkan Kyrill, Sturmtief Friederike.

### Glasgeschichte
Aufgrund von urkundlichen Erwähnungen und Bodenforschungen wird seit dem 9. Jahrhundert von über 20 früheren Waldglashütten im Solling ausgegangen, von denen nicht mehr als 3 bis 4 Hütten gleichzeitig bestanden. Beispiele für Waldglashütten sind die Waldglashütte an der Holzminde, die Waldglashütte am Lakenborn, die Waldglashütte im Reiherbachtal und die Waldglashütte im Kreickgrund. Spätere ortsfeste Glashütten im Solling waren beispielsweise die Glashütte Rottmünde, die Glashütte Becker und die Glasmanufaktur Schorborn. Am Rande des Sollings in Boffzen entstanden im 19. Jahrhundert die Georgshütte sowie die Glashütte Noelle + von Campe.
Die waldreiche Gegend des Sollings war in früheren Jahrhunderten ein günstiger Standort für Waldglashütten, da sie zur Befeuerung der Schmelzöfen und zur Herstellung von Pottasche (Waldasche) auf große Holzmengen angewiesen waren. Die Hütten wurden im Wald in der Nähe von Bächen oder Quellen angelegt und in der Regel 5 bis 6 Jahre lang betrieben, bis das Holz des Waldes erschöpft war. Auch weitere Rohstoffe, wie Quarzsand, fanden sich in Tälern des Sollings. Die Berechtigung (Konzession) zum Betrieb der Glashütte erteilte der Landesherr. Die Glasmacher des Sollings waren beim Ton für ihre Schmelzhäfen von der Einfuhr aus Hessen abhängig, da in einem großen Tonlager bei Großalmerode am Kaufunger Wald ein idealer, formbarer und feuerbeständiger Ton vorhanden war.

## Tourismus und Sehenswürdigkeiten

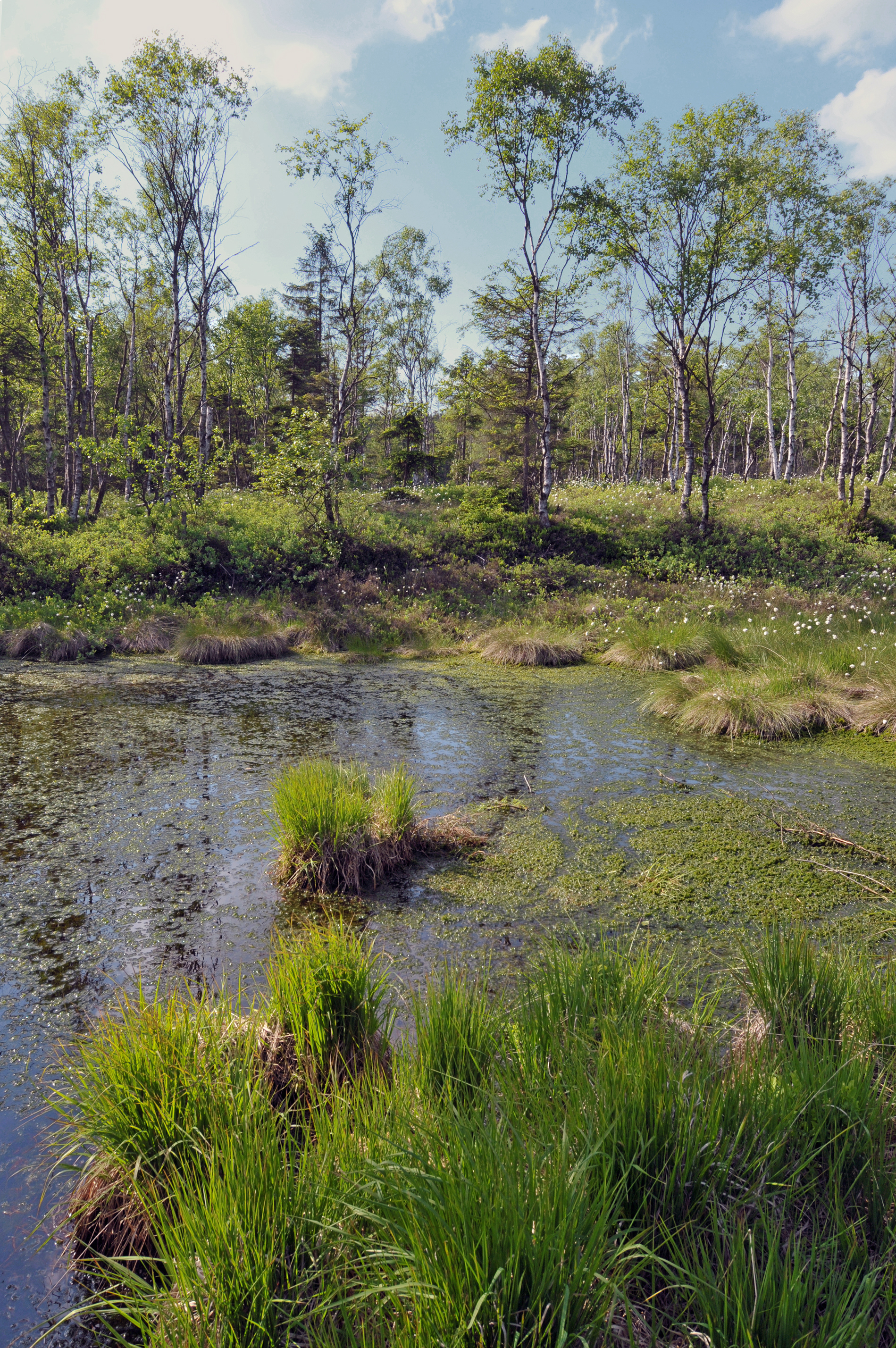
Moorbirkenwald mit Scheiden-Wollgras am Moorauge im Hochmoor Mecklenbruch (Juni 2013)

Der Solling bietet vielfältige Wandermöglichkeiten. Viele Wanderwege sind als Rund- oder Themenrouten angelegt, darunter der Pilgerweg Loccum–Volkenroda. Die meisten Wege verlaufen eben oder mit nur geringer Steigung. Beliebte Ausflugsziele im Solling sind das Naturschutzgebiet Hochmoor Mecklenbruch bei Silberborn, die Aussichtstürme Hochsollingturm auf dem Moosberg, der Sollingturm auf dem Strutberg und der Harzblick auf dem Großen Steinberg, der Hutewald bei Schloss Nienover sowie der Wildpark Neuhaus mit dortigem WildparkHaus – Das Solling Besucherzentrum.
Während der Brunftzeit der Hirsche kann auf Parkplätzen dem Röhren der Hirsche gelauscht werden (Hirschebrüllen). Auf gespurten Loipen kann im Winter an einigen Tagen Skilanglauf betrieben und zum Beispiel bei Silberborn gerodelt werden.
An der Bundesstraße 241 können in der Nähe des Mittelalterzentrums Nienover mit der Wüstung Winnefeld und der Wüstung Schmeessen archäologische Grabungsstellen besichtigt werden sowie eine weitere am Lakenteich mit der Waldglashütte am Lakenborn. Für das Mountainbiking besteht bei Neuhaus ein Rundkurs. Verschiedene wenig befahrene Straßen werden im Frühjahr von Radrennsportlern zur Saisonvorbereitung genutzt, während sich die fahrradtouristische Nutzung des Sollings auf den Europaradwanderweg R1 konzentriert.
Am Südostrand des Solling liegt das Töpferdorf Fredelsloh. Hier sind neben den traditionell angesiedelten Töpfereien auch zahlreiche Kunsthandwerker aus der Holzbearbeitung sowie der Schmuck- und Korbherstellung beheimatet.

## Auszeichnung
Im Jahr 2013 wurde der Solling als Waldgebiet des Jahres ausgezeichnet.